# Fjällbu
Fjällbu är en sjö i Aurskog-Hølands kommun och Eda kommun i Värmland och ingår i Göta älvs huvudavrinningsområde. Sjön är 21 meter djup, har en yta på 0,108 kvadratkilometer och är belägen 261,8 meter över havet. Sjön avvattnas av vattendraget Ivarsbyälven.

## Delavrinningsområde
Fjällbu ingår i det delavrinningsområde (663270-128226) som SMHI kallar för Utloppet av Rövattnet. Medelhöjden är 274 meter över havet och ytan är 33,3 kvadratkilometer. Det finns inga avrinningsområden uppströms utan avrinningsområdet är högsta punkten. Ivarsbyälven som avvattnar avrinningsområdet har biflödesordning 3, vilket innebär att vattnet flödar genom totalt 3 vattendrag innan det når havet efter 292 kilometer. Avrinningsområdet består mestadels av skog (81 procent). Avrinningsområdet har 2,83 kvadratkilometer vattenytor vilket ger det en sjöprocent på 8,5 procent.